# Келлер, Туре
Ту́ре Бе́ртиль Го́ттфрид Ке́ллер (швед. Tore Bertil Gottfrid Keller; 4 января 1905[…], Норрчёпинг — 15 июля 1988, Норрчёпинг) — шведский футболист, нападающий.
Вместе со сборной Швеции выиграл бронзовую медаль по футболу на Летних Олимпийских играх 1924 года.
Он играл за футбольный клуб «Слейпнер» и сборную Швеции, включая чемпионат мира 1934 и 1938 года. В матче с Кубой на чемпионате мира 1938 года сделал хет-трик, однако точных сведений доказательства нет. Швеция выиграла 8:0.

## Достижения
- Чемпион Швеции: 1938